# Роуз Хил (Илиноис)
Роуз Хил (енгл. Rose Hill) град је у америчкој савезној држави Илиноис.

## Демографија
По попису из 2010. године број становника је 80, што је 1 (1,3%) становника више него 2000. године.
| Група             | 2000.      | 2010.      |
| Белци             | 78 (98,7%) | 79 (98,8%) |
| Афроамериканци    | 0 (0,0%)   | 0 (0,0%)   |
| Азијати           | 1 (1,3%)   | 0 (0,0%)   |
| Хиспаноамериканци | 0 (0,0%)   | 0 (0,0%)   |
| Укупно            | 79         | 80         |